# Psittacanthus pascoensis
Psittacanthus pascoensis är en tvåhjärtbladig växtart som beskrevs av Kuijt. Psittacanthus pascoensis ingår i släktet Psittacanthus och familjen Loranthaceae. Inga underarter finns listade i Catalogue of Life.